# Mary Osborn
Mary Osborn (nascuda el 1940) és biòloga de cèl·lules anglesa guanyadora del premi L'Oréal-UNESCO Women in Science que, fins que va deixar de dirigir un laboratori actiu el 2005, formava part del personal científic del Max Planck Institut de Química Biofísica, Göttingen, Alemanya. Osborn va establir dues tècniques freqüentment utilitzades pels biòlegs cel·lulars. Va ser pionera tant en la determinació del pes molecular de proteïnes mitjançant SDS PAGE com en microscòpia d'immunofluorescència. Osborn també va utilitzar el mètode de microscòpia d'immunofluorescència per treballar els detalls del citoesquelet eucariota. Les petites diferències en els components del filament intermedi la van ajudar a distingir cèl·lules diferenciades entre si. També va trobar diferències d’immunofluorescència de filaments intermedis entre cèl·lules normals i canceroses. Mary Osborn ha estat una destacada portaveu de les dones en ciència.

## Primera vida i educació
Osborn va néixer a Darlington, Regne Unit el 16 de desembre de 1940. Osborn va completar els seus estudis secundaris al Cheltenham Ladies 'College i els estudis universitaris al Newnham College de la Universitat de Cambridge, on es va graduar en Matemàtiques i Física el 1962. Va rebre un màster en biofísica a la Pennsylvania State University el 1963. El seu doctorat sobre mutagènesi en mutacions sense sentit en bacteris va ser atorgat per la Pennsylvania State University el 1972.

## Carrera investigadora
Mary Osborn va realitzar investigacions postdoctorals del 1967 al 69 al laboratori de James Watson de la Universitat Harvard. Després va realitzar investigacions al Laboratory of Molecular Biology, Cambridge, Regne Unit (1969-1972), abans de traslladar-se al Cold Spring Harbor Laboratory (1972-75).) Osborn s'havia casat amb el seu marit, Klaus Weber, el 14 de juliol de 1972. Weber i Osborn es van traslladar a l'Institut de Química Biofísica de Göttingen Max Planck, on Weber va ser director i Osborn va rebre un nomenament de personal el 1975. el 1989, va ser nomenada professora honorària a la Universitat de Göttingen.

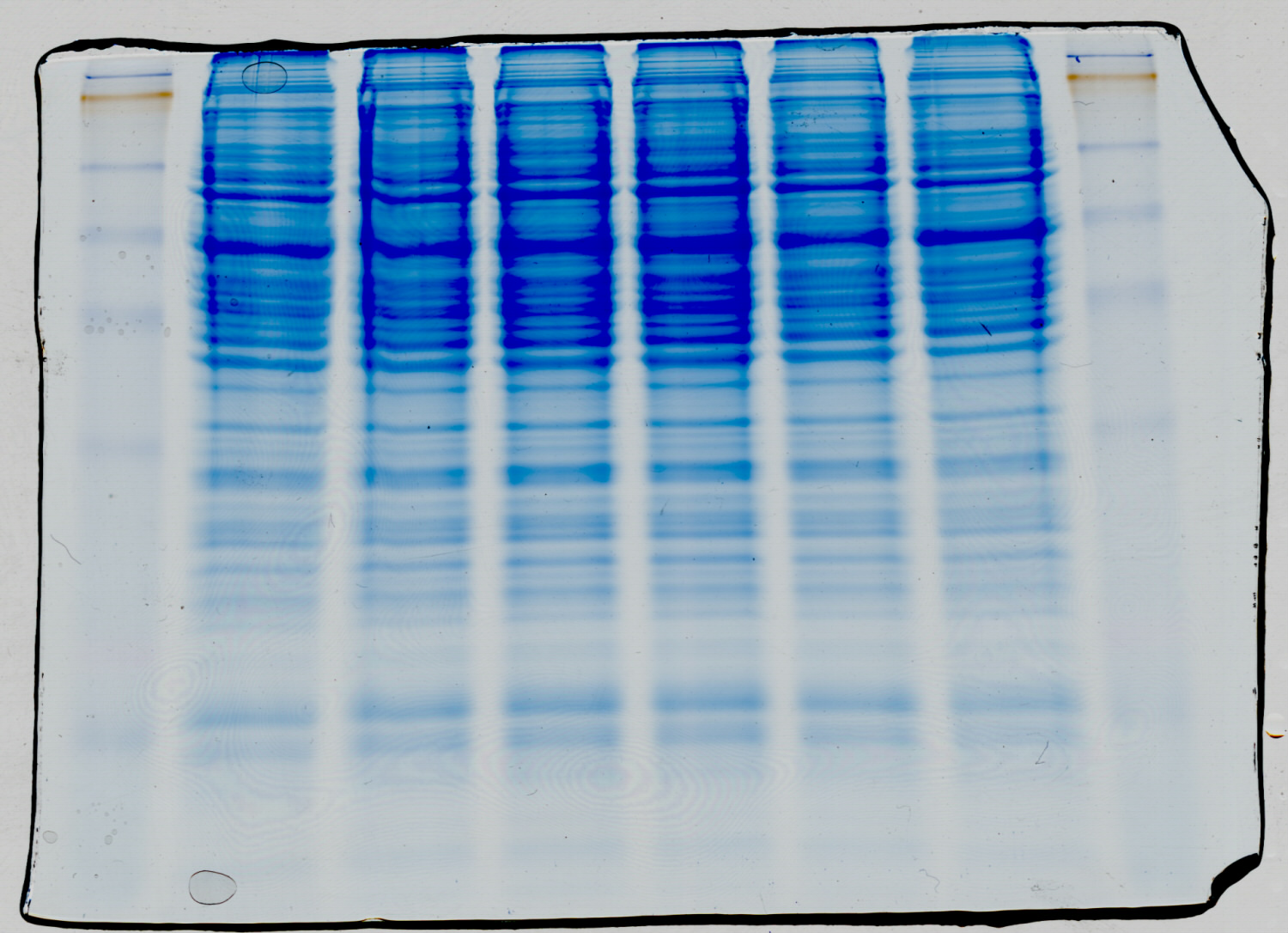
Gel SDS-PAGE tenyit de blau Coomassie

Mary Osborn i Klaus Weber van escriure un article clàssic en bioquímica sobre la determinació del pes molecular d'una proteïna mitjançant electroforesi en gel de poliacrilamida SDS, publicat el 1969 al Journal of Biological Chemistry. Sabien que el 1967 Shapiro, Vinuela i Maisel havien demostrat que l'electroforesi de proteïnes juntament amb el sulfat de dodecil de sodi (SDS) en gels de poliacrilamida (PAGE) podia separar les cadenes de polipèptids provades per pes molecular. Per veure si aquest mètode s'aplicava a proteïnes de diverses mides i formes, Osborn i Weber van prendre 40 proteïnes conegudes, incloses proteïnes globulars i filamentoses, les van analitzar mitjançant SDS PAGE i van representar els logaritmes dels seus pesos moleculars contra les seves mobilitats electroforètiques. Els resultats van demostrar convincentment que "la bona resolució i el fet que es pugui obtenir una estimació del pes molecular en un dia, juntament amb la petita quantitat de proteïna necessària, fa que el mètode sigui fortament competitiu amb altres que s'utilitzen habitualment". Aquest mètode ha estat utilitzat àmpliament pels bioquímics en tot tipus d'estudis sobre purificació i identificació de proteïnes com a part del procés.

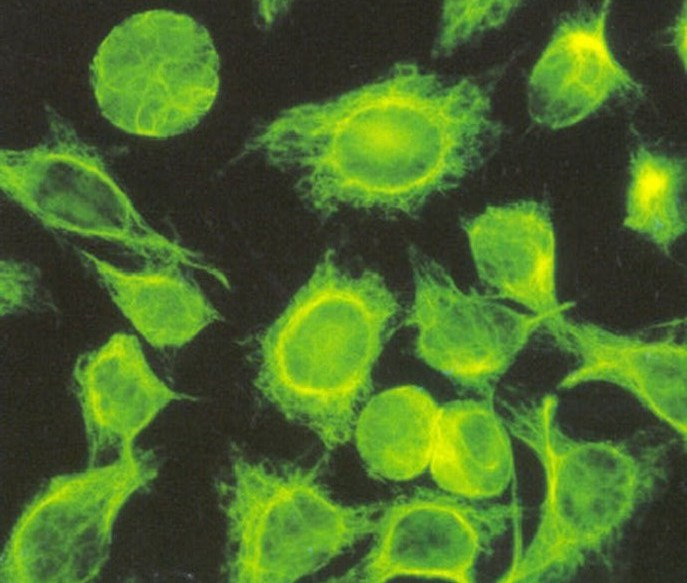
Immunofluorescència de filaments intermedis Hep2

Més tard, Osborn i Weber van ser pioners en la tinció d’anticossos fluorescents de subestructures cel·lulars, una tècnica important anomenada microscòpia d’immunofluorescència indirecta. En desenvolupar el mètode, van etiquetar els microtúbuls amb anticossos específics i, a continuació, van utilitzar anticossos secundaris etiquetats amb fluorescència (anticossos contra el primer conjunt d’anticossos) per il·luminar la ubicació dels microtúbuls a les cèl·lules. Quan van començar el seu treball a Alemanya, el citoesquelet no estava molt investigat. Es coneixien els microtúbuls i els microfilaments i van establir que els microtúbuls sempre reaccionaven amb anticossos contra les tubulines, mentre que els microfilaments sempre reaccionaven amb els anticossos contra l’actina. Al llarg dels seus estudis, també van trobar filaments intermedis, lleugerament més gruixuts que els microfilaments, i poc reactius als anticossos d’actina.
Van desenvolupar nous anticossos contra proteïnes dels microtúbuls, filaments intermedis i microfilaments per utilitzar-los com a reactius per examinar molts tipus de cèl·lules. Molts dels seus anticossos han estat llicenciats a empreses per al seu desenvolupament comercial. Klaus i Osborn van utilitzar el seu mètode per estudiar elements del citoesquelet de cèl·lules eucariotes en dues dimensions i tres dimensions. Osborn ha estudiat extensament microtúbuls, filaments intermedis, microfilaments i proteïnes nuclears, així com altres proteïnes que es poden associar a aquestes estructures. El 1981 Osborn i Klaus havien demostrat que els filaments intermedis concloents en diferents tipus de cèl·lules són diferents però relacionats, i es poden distingir mitjançant immunofluorescència. Poc després, el 1982, el laboratori va demostrar que molts tumors difereixen dels seus teixits normals coincidents en els detalls de les proteïnes dels filaments intermedis, tal com mostra la immunofluorescència. També van trobar que la composició de filaments intermedis era específica del tumor. Osborn i Weber han estat pioners en la classificació diagnòstica de tipus de tumors mitjançant elements citoesquelètics específics determinats mitjançant microscòpia d'immunofluorescència. Els seus mètodes s’han aplicat àmpliament en nombrosos estudis clínics de distròfia muscular i càncer.

## Suport a dones científiques
Quan Mary Osborn va tornar a Europa després d’anys als Estats Units, es va sorprendre en comprovar que la ciència, la tecnologia, l'enginyeria i les matemàtiques europees (camps STEM) no havien obert portes a les dones com havia experimentat a Amèrica. Va ser citada en un article a Science el 1994 segons la qual el paper de les dones a Alemanya era encara "kinder, kuche, kirch" (nens, cuina, església).) El 1992, havia escrit una carta de protesta en resposta a un editorial de Nature que afirmava que els problemes de cura de la infància eren els principals responsables de la manca de dones en la ciència i no de la discriminació. Com a dona sense fills que no havia experimentat cap discriminació de gènere al començament de la seva carrera, però que havia vist un tractament diferencial entre homes i dones en ciències més tard, no va trobar convincent aquest argument i es va consternar al descobrir que Europa havia recollit poc o gens dades sobre les taxes d’èxit de les dones en ciència. En part, perquè Osborn es va oposar a aquesta situació, la Comissió Europea (CE) va nomenar la seva copresidenta d'un grup de treball per investigar l'estat de les dones científiques i científiques europees en formació i ocupació i per preparar un informe. El resultat va ser l’Informe sobre les dones a la ciència de l’European Technology Assessment Network (ETAN), publicat el 2006, que va identificar diversos motius pels quals les dones van abandonar la ciència i van servir de pla per als europeus que desitjaven solucionar aquest problema.
Va assenyalar el 2012 que encara hi havia una sostre de vidre per a dones científiques a Alemanya. Ha reflexionat molt sobre com s’ensenya a les dones a actuar a mesura que creixen i com això pot afectar les seves decisions professionals. En una entrevista el 2004, Osborn va dir: "A l'hora de decidir si acceptaria nous reptes, un comentari de Diane Britten fa uns anys a The Times ha resultat molt útil:" Quan se'ls demana que facin alguna cosa, les dones tendeixen a dir "Per què jo?" Els homes diuen "Per què no jo?" He après a dir: Per què no jo? '' ' Resumint els seus consells als responsables de les ciències de les universitats i la indústria, va dir el 2012: "Sobretot s'ha de donar a conèixer que és malgastador, car i injust educar i formar un gran nombre de dones científiques i després no utilitzeu els seus talents al mercat laboral o proporcioneu un accés igualitari als llocs de treball més destacats ".

## Premis i distincions[10]
- 1979 Elegit membre de l'Organització Europea de Biologia Molecular
- 1987 Premi Meyenburg a la investigació del càncer
- 1995 Membre elegit, Academia Europaea
- 1997 Doctorat honoris causa, Acadèmia de Medicina Pomerània, Szczecin, Polònia
- 1998 Premi Carl Zeiss, Societat Alemanya de Biologia Cel·lular, (compartit amb Klaus Weber)
- 1998 Helena Rubenstein / Premi UNESCO per a la dona en la ciència (Regne Unit)
- 2002 L'Oréal / Premi UNESCO per a les dones en la ciència
- 2003-2006 President de la Unió Internacional de Bioquímica i Biologia Molecular (IUBMB)[11]
- 2005 Premi Excepcional Alumni de Ciència, Pennsylvania State University, EUA
- 2014. Creu Federal al Mèrit, 1a Classe, República Federal d'Alemanya[12]
- 2007 Medalla Dorothea Schlözer, Universitat de Göttingen, Alemanya